# Субаш Мадушан
Субаш Мадушан (нар. 31 липня 1990) — ланкіський футболіст, захисник клубу «Неві».

## Клубна кар'єра
З 2014 року виступає в клубі «Неві» з Прем'єр-ліги Шрі-Ланки.

## Кар'єра в збірній
З 2014 року викликається до складу національної збірної Шрі-Ланки.

### Голи за збірну
Рахунок та результат збірної Шрі-Ланки знаходиться на першому місці.
| Гол | Дата            | Місце                                | Суперник | Рахунок | Результат | Змагання                     |
| --- | --------------- | ------------------------------------ | -------- | ------- | --------- | ---------------------------- |
| 1.  | 17 березня 2015 | Чанглімітанг Стедіум, Тхімпху, Бутан | Бутан    | 1–1     | 1–2       | кваліфікація ЧС 2018 в Росії |